# Rue Mademoiselle
Rue Mademoiselle är en gata i Quartier Saint-Lambert, Quartier Necker och Quartier de Grenelle i Paris femtonde arrondissement. Gatan är uppkallad efter Louise av Berry (1819–1864). Rue Mademoiselle börjar vid Rue des Entrepreneurs 105 och slutar vid Rue Cambronne 80 Rue Lecourbe 112–116.

## Omgivningar
- Saint-Jean-Baptiste de Grenelle
- Impasse de l'Église
- Square Yvette-Chauviré
- Rue de la Rosière
- Passage des Écoliers

## Bilder
| - Gatuskylt. - Saint-Jean-Baptiste de Grenelle. - Square Yvette-Chauviré. |

## Kommunikationer
- Tunnelbana – linje  – Commerce
- Tunnelbana – linje  – Félix Faure
- Busshållplats Péclet – Paris bussnät

### Webbkällor
- ”Rue Mademoiselle”. Mairie de Paris. https://web.archive.org/web/20160303190714/http://www.v2asp.paris.fr/commun/v2asp/v2/nomenclature_voies/Voieactu/5820.nom.htm. Läst 29 december 2023.
- ”Rue Mademoiselle (15ème arrondissement)”. Les rues de Paris. https://web.archive.org/web/20160409004127/http://www.parisrues.com/rues15/paris-15-rue-mademoiselle.html. Läst 29 december 2023.